# Guerre du Sahel
Guerre du Sahel
Batailles
La guerre du Sahel,,,, aussi appelée le conflit armé au Sahel,, l'insurrection islamiste au Sahel, ou l'insurrection djihadiste au Sahel, est un conflit armé opposant les États de la région du Sahel — en particulier le Mali, le Niger, la Mauritanie, le Burkina Faso et le Tchad — et leurs alliés à des groupes salafistes djihadistes liés à al-Qaïda ou à l'État islamique.
Ce conflit est une conséquence indirecte de la décennie noire de la guerre civile algérienne (1992-2002). 
À la recherche de bases arrière, les rebelles islamistes algériens décident de s'implanter dans le désert à partir du début des années 2000. Progressivement, ces derniers finissent par mener des actions de guérilla, de terrorisme et des prises d'otages dans la région ; surtout, ils tissent peu à peu des liens avec les populations locales et diffusent l'islamisme radical qui finira par aboutir au recrutement d'autochtones, voire à la naissance de nouveaux mouvements très ancrés localement tels qu'Ansar Dine, le MUJAO ou encore la katiba Macina.
La France intervient militairement en soutien aux États de la région : d'abord au Mali en 2013 avec l'opération Serval, puis dans l'ensemble du Sahel de 2015 à 2022 avec l'opération Barkhane.

## Déroulement

### Début de l'implantation djihadiste au Sahel

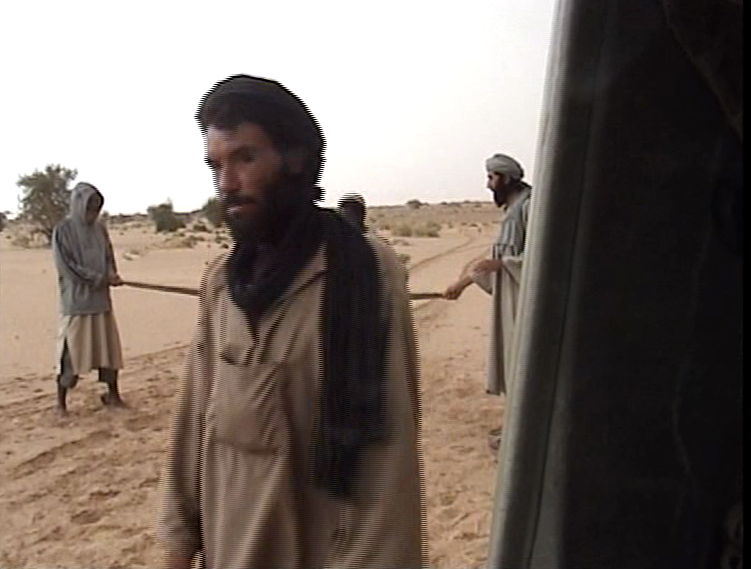
Mokhtar Belmokhtar, lieu et date inconnus, extrait d'une vidéo découverte en 2010.

Dès le milieu des années 1990, au moment de la guerre civile algérienne, des rebelles islamistes algériens nouent des contacts avec des trafiquants du nord du Mali et du Niger afin de bénéficier d'un soutien logistique en carburant, en vivres et en pièces de rechange,. Mais les djihadistes s'implantent véritablement dans le Sahel à partir de 2003. Mokhtar Belmokhtar, le chef du Groupe salafiste pour la prédication et le combat (GSPC) dans le sud de l'Algérie est alors en difficulté contre les troupes de l'armée nationale populaire. En décembre 2002, après une embuscade près d'In Salah, où plusieurs de ses hommes sont tués, Belmokhtar choisit de franchir la frontière et de se réfugier au Mali. Il gagne Lerneb, près de la frontière mauritanienne et noue une alliance avec la tribu arabe des Bérabiches en épousant une fille de l'influente famille des Hamaha de la chefferie des Oulad Idriss. Belmokhtar enrichit sa belle-famille et dispose désormais d'une assise locale, il bénéficie d'une protection de la tribu et trouve les moyens de blanchir son argent. Par la suite, d'autres djihadistes suivent son exemple, notamment Nabil Abou Alqama. Le gouvernement malien, qui ne tient pas à s'attirer l'hostilité des djihadistes, ne réagit pas,.
En 2003, les premières prises d'otages d'occidentaux commencent. En février et en mars, 32 touristes, majoritairement Allemands et Autrichiens, sont enlevés par Abderazak el Para, qui pour échapper à l'armée algérienne choisit de se réfugier au Mali. Les otages sont divisés en plusieurs groupes, certains sont délivrés par les militaires algériens, d'autres sont confiés à Mokhtar Belmokhtar. Des négociations sont engagées entre les ravisseurs et deux notables envoyés par le gouvernement malien ; Iyad Ag Ghali et Baba Ould Cheikh. À l'issue des discussions, les otages sont relâchés le 18 août en échange d'une rançon de cinq millions d'euros qui enrichit considérablement les djihadistes et va les pousser à poursuivre ce type d'action.
De son côté, Abderazak el Para se rend au Tchad, mais traqué par l'armée nationale tchadienne aidée par les renseignements américains, il s'enfuit vers le nord et est capturé le 16 mars 2004 par des rebelles toubous du Mouvement pour la démocratie et la justice au Tchad (MDJT). En 2004, il est remis aux Libyens qui eux-mêmes le remettent aux Algériens,.

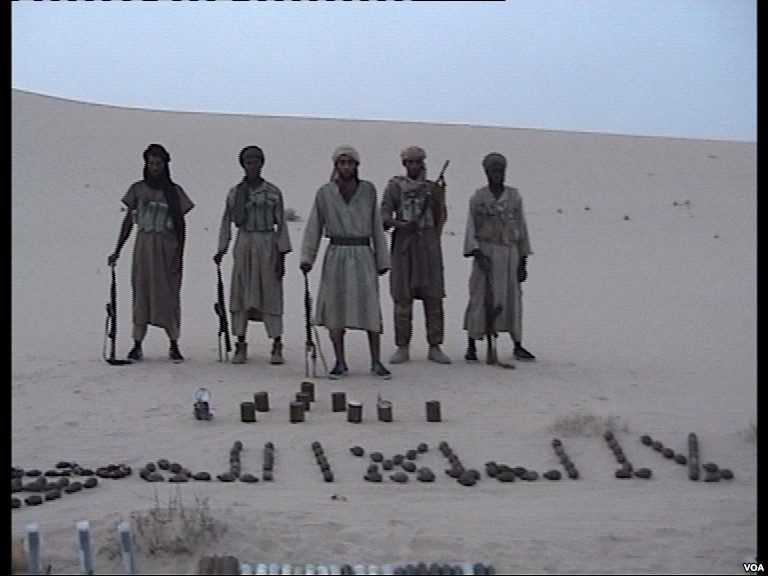
Des djihadistes d'AQMI en Mauritanie, en 2011.

Le 4 juin 2005, en représailles à une série d'arrestations d'islamistes mauritaniens et en raison de la participation annoncée de l'armée mauritanienne à des manœuvres militaires coordonnées avec l'armée américaine dans le Sahara, Mokhtar Belmokhtar attaque la caserne militaire de Lemgheity, en Mauritanie : 17 soldats mauritaniens sont tués et 35 faits prisonniers, puis relâchés. Le combat de Lemgheity a un certain retentissement du côté des djihadistes. Au nom d'Al-Qaïda, Abou Moussab Al-Zarqaoui, le chef d'Al-Qaïda en Irak, félicite notamment les « moudjahidines maghrébins » pour leur victoire. Mais surtout, celle-ci permet au GSPC de rétablir son rapprochement avec al-Qaïda. L'allégeance est acceptée par Oussama ben Laden et le 24 janvier 2007, le GSPC devient officiellement Al-Qaïda au Maghreb islamique (AQMI).
À l'été 2007 cependant, Abdelmalek Droukdel, le chef du GSPC puis d'AQMI, jugeant Belmokhtar trop indépendant, lui retire la charge d'« émir du Sahara » et de chef de la « région IX », qu'il remet à Yahia Djouadi, dit Abou Amar,. Droukdel divise la zone du Sahara en deux ; la première, comprenant le sud-ouest de l'Algérie et le nord du Mali et de la Mauritanie, va à Belmokhtar ; tandis que la seconde, comprenant le nord-est du Mali, le nord du Niger et l'ouest du Tchad, va à Abou Zeïd. Belmokhtar s'oppose à la décision du commandement d'AQMI d'implanter de nouvelles katiba dans le sud et rapidement une forte rivalité l'oppose à Abou Zeïd. Les désaccords avec ce dernier portent notamment sur la stratégie de financement ou sur les modes opératoires.

### Mauritanie

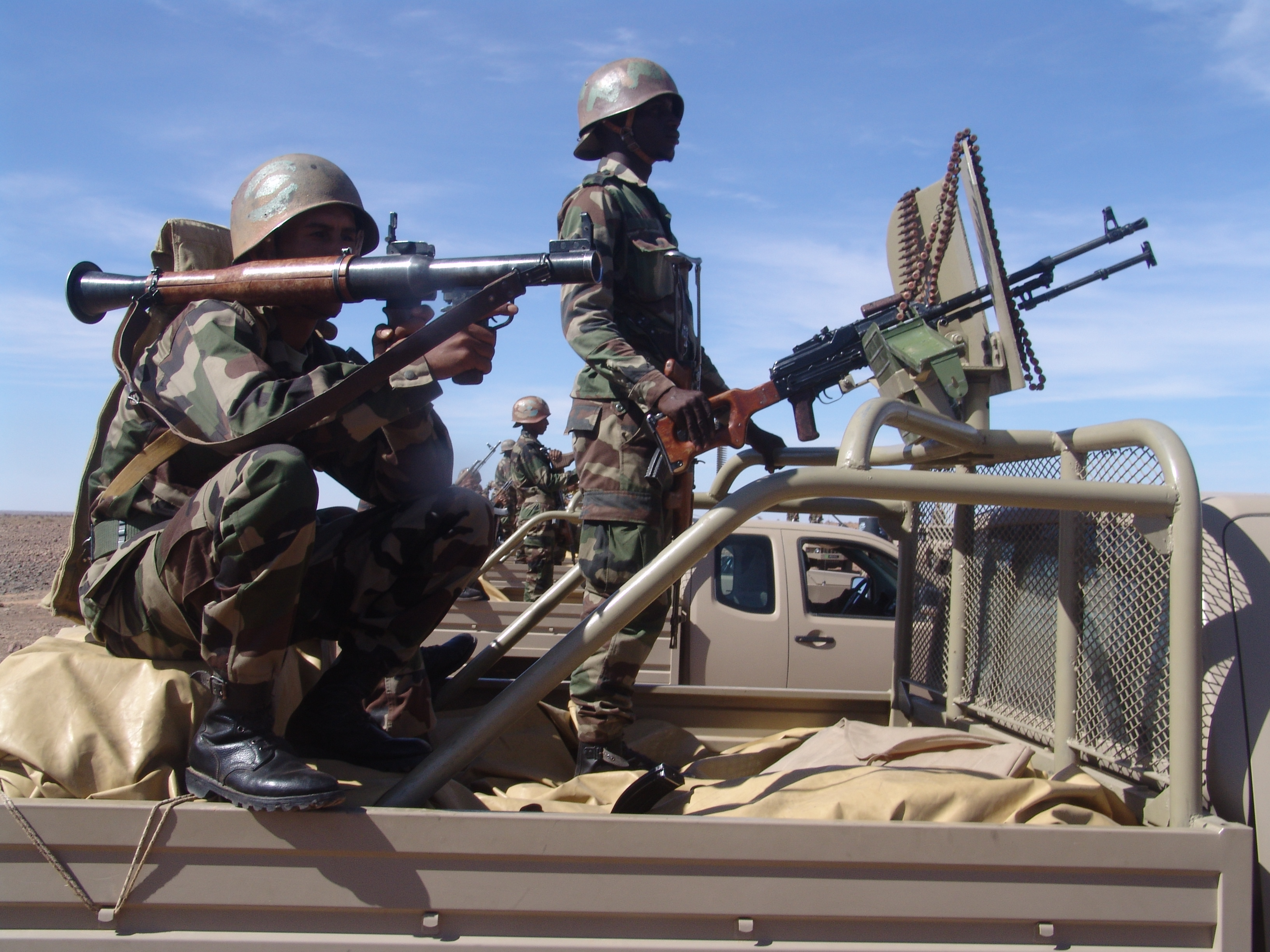
Des militaires de l'armée mauritanienne en 2011.

Le 24 décembre 2007, trois hommes de la katiba de Belmokhtar, la katiba Al-Moulathimin (Les Enturbannés), attaquent un groupe de cinq touristes français et tuent quatre d'entre eux près d'Aleg en Mauritanie,. Cette tuerie entraîne l'annulation du Paris-Dakar 2008.
Après l'attaque de Lemgheity en 2005, d'autres affrontements éclatent entre les groupes djihadistes et les forces mauritaniennes. Dans la nuit du 14 au 15 septembre 2008, une patrouille de l'armée tombe dans une embuscade à Tourine, près de Zouerate : douze cadavres sont retrouvés décapités une semaine plus tard.
Entre 2005 et 2008, la Mauritanie traverse deux coups d'État et se montre peu active contre les djihadistes. L'arrivée au pouvoir du général Mohamed Ould Abdel Aziz change la donne, ce dernier reprend en main l'armée et les renseignements avec l'aide de la France et des États-Unis, puis passe à l'offensive contre AQMI. En 2008, une large partie du désert mauritanien — longue de 800 kilomètres et large de 200 kilomètres — est déclarée zone militaire interdite, aucun civil n'a le droit d'y pénétrer. Le pays forme également des groupes spéciaux d’intervention (GSI), des unités mobiles chargées de patrouiller dans le désert.
En 2010, selon des documents américains reçus par l'agence Reuters, la Mauritanie aurait tenté de nouer un pacte de non-agression avec AQMI. Ces documents avait été saisis par les forces spéciales américaines lors de l'assaut contre la cache de Ben Laden. En échange, al-Qaïda avait demandé la fin des attaques de l'armée mauritanienne contre ses hommes, la libération de prisonniers et le versement chaque année d'une somme de 10 à 20 millions d'euros pour éviter des enlèvements de touristes,.
Mais en 2010 et en 2011, l'armée mauritanienne mène plusieurs raids contre AQMI au Mali. Le 22 juillet, dans la région de Tombouctou, elle attaque un camp d'AQMI avec les forces spéciales françaises afin de libérer un otage, Michel Germaneau. Six djihadistes sont tués lors de l'opération, mais l'otage français ne se trouve pas sur les lieux. Du 17 au 19 septembre, un nouveau raid est mené au Mali, à Areich Hind,. Le 24 juin 2011, l'armée mauritanienne et l'armée malienne attaquent la forêt de Wagadou, près de Nara,,. Le 5 juillet 2011, les troupes mauritaniennes et AQMI s'affrontent à Bassikounou,. Selon des sources mauritaniennes, une cinquantaine de djihadistes auraient été tués dans ces combats contre 10 morts du côté de l'armée, AQMI ne reconnaît de son côté que cinq morts ou disparus parmi ses combattants et affirme avoir tué au moins une quarantaine de soldats mauritaniens,,,,.

### Mali

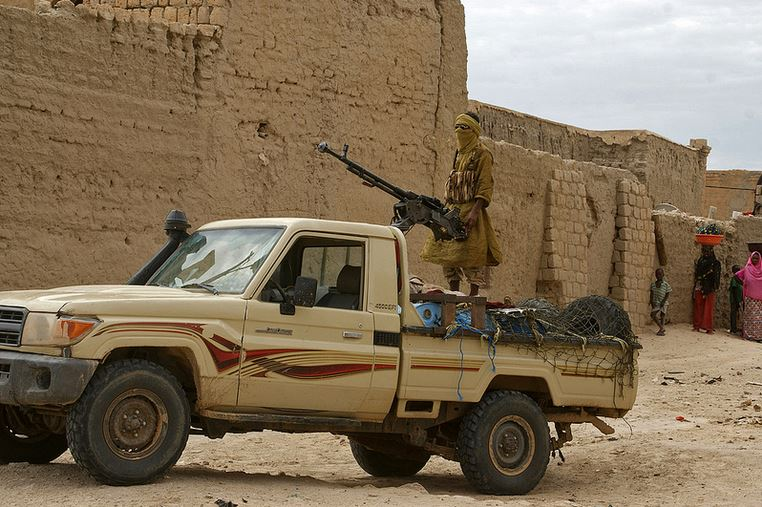
Un pick-up d'Ansar Dine à Tombouctou, en août 2012.

Au Mali, les djihadistes s'implantent dans le nord du pays, dans les zones peuplées par les Touaregs. Le 27 septembre 2006, un accrochage oppose les rebelles touaregs de l'ADC et le GSP. En février 2007, de violents combats ont lieu entre AQMI et les hommes d'Ibrahim Ag Bahanga à Tin Zaouatine, mais par la suite les deux forces cohabitent et évitent de s'affronter. En 2005, une petite cellule de deux ou trois hommes du Groupe islamique combattant en Libye est également démantelée à Bamako avec le concours de la DGSE.
Jusqu'au début des années 2010, le Mali fait preuve de passivité contre les djihadistes, ce qui lui est fortement reproché par la Mauritanie, la France et l'Algérie,,. Pourtant, le 8 juin 2009, le président malien Amadou Toumani Touré promet des représailles après l'exécution d'un otage britannique ; Edwin Dyer,. En réponse, dans la nuit du 10 au 11 juin 2009, AQMI assassine à Tombouctou le lieutenant-colonel Lamana Ould Bou, un agent des services de renseignements maliens,,. C'est alors la première fois que les djihadistes tuent un militaire malien,. L'armée malienne décide de répliquer et attaque le 16 juin un repaire d'AQMI à Garn-Akassa, dans le Timétrine : une vingtaine de djihadistes sont tués,,,. AQMI réplique le 4 juillet en mettant en déroute une patrouille de l'armée malienne près d'Araouane, où elle revendique la mort de 28 soldats maliens.
En janvier 2012, la guerre du Mali éclate. Une nouvelle insurrection est conduite cette fois-ci par des rebelles touaregs indépendantistes du Mouvement national pour la libération de l'Azawad (MNLA), des insurgés arabes du Front de libération nationale de l'Azawad (FLNA), mais aussi par des groupes salafistes djihadistes : Ansar Dine, Al-Qaida au Maghreb islamique (AQMI) et le Mouvement pour l'unicité et le jihad en Afrique de l'Ouest (MUJAO). Le 17 janvier, Ménaka est la première ville attaquée. Puis le 24, Aguel'hoc est conquise et sa garnison massacrée. Tessalit est prise dès le 18 janvier et le camp militaire d'Amachach, assiégé, finit par tomber le 11 mars après de long combats. Les rebelles peuvent alors attaquer Kidal et s'en emparer le 30 mars. L'armée malienne en déroute abandonne Tombouctou et Gao, qui sont prises sans combat le 31 mars et le 1er avril. Le gouvernement malien perd alors le contrôle de tout le territoire du Nord.
Après avoir affronté ensemble l'armée malienne, rebelles islamistes et indépendantistes ne tardent pas à se déchirer. Des combats éclatent en juin, ils tournent à l'avantage du MUJAO et d'AQMI qui chassent le MNLA de Gao le 27 juin. Les djihadistes repoussent ensuite une offensive à Ansongo le 17 novembre,, puis ils prennent Ménaka le 19 novembre.
À la fin de l'année 2012, les djihadistes tiennent l'essentiel du Nord du Mali dont ils se partagent le contrôle. Ansar Dine est maître des environs de Kidal et de la région allant de Tombouctou à Léré, MUJAO contrôle les environs de Gao, tandis qu'AQMI est surtout en force à l'extrême nord de la région de Kidal. Quant au MNLA, il ne tient plus que des localités mineures, principalement dans le Nord-Est et près des frontières,.

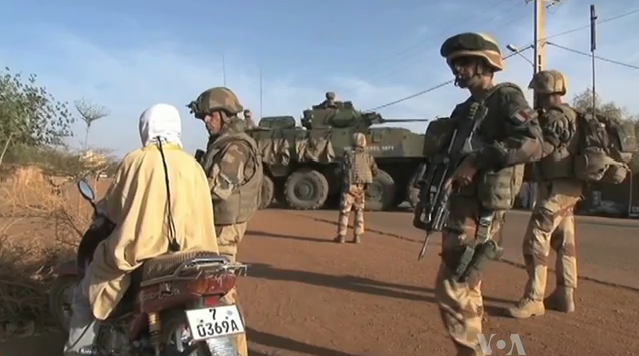
Soldats français en patrouille à Gao en mars 2013.

En janvier 2013, les djihadistes lancent une offensive sur le Sud du Mali, mais elle provoque aussitôt une intervention militaire de la France, suivie par plusieurs pays africains. Repoussés à la bataille de Konna et à la bataille de Diabaly, les djihadistes se replient vers le Nord,. Les Français et les Maliens reprennent Gao le 26 janvier, puis Tombouctou le 28. De son côté, le MNLA profite du départ des djihadistes pour s'implanter dans les localités abandonnées. Le 28 janvier, il annonce avoir pris le contrôle de plusieurs villes, dont Kidal et Tessalit.
Les djihadistes se replient alors dans leur principal sanctuaire au Mali ; l'Adrar Tigharghar, où ils sont attaqués par près de 3 000 soldats français et tchadiens à partir du 18 février. La vallée de l'Ametettaï est prise le 3 mars après de féroces combats. Les autres vallées du Tigharghar tombent dans les jours qui suivent,. Après sa défaite à la bataille du Tigharghâr, AQMI perd sa principale place forte au Mali, le groupe disperse alors ses troupes et cherche à éviter les affrontements,.
Les combats au Mali ont fait 600 à 700 morts dans les rangs des djihadistes dans les six premiers mois de l'année 2013 ; dont plusieurs chefs, parmi lesquels Abou Zeïd et Mohamed Lemine Ould El-Hassen,,,,,,
L'opération Serval est un succès militaire pour les forces françaises, mais les djihadistes ne renoncent pas : ils repassent dans la clandestinité et retournent à la guérilla et au terrorisme. À partir de 2015, leurs zones d'action commencent même à s'étendre au centre, puis au sud du Mali.
Les mouvements se réorganisent. En décembre 2012, Mokhtar Belmokhtar annonce qu'il rompt avec AQMI et forme un nouveau groupe : Les Signataires par le sang. Le 22 août 2013, dans un communiqué signé par Ahmed al-Tilemsi et Mokhtar Belmokhtar, le MUJAO et Les Signataires par le sang annoncent leur fusion en un seul mouvement qui prend le nom d'Al-Mourabitoune,. Le 13 mai 2015, une branche d'Al-Mourabitoune menée par Adnane Abou Walid Al-Sahraoui prête allégeance à l'État islamique. Le 4 décembre 2015, l'autre branche d'Al-Mourabitoune dirigée par Belmokhtar réintègre AQMI,. Le 1er mars 2017, Ansar Dine, AQMI au Sahara, la katiba Al-Mourabitoune et la katiba Macina annoncent leur union au sein d'une seule structure : le Groupe de soutien à l'islam et aux musulmans, sous la direction de Iyad Ag Ghali,
En mai 2017, Serge Michailof, chercheur associé à l'Institut de relations internationales et stratégiques (IRIS), déclare : « Nous assistons à une dégradation générale des États et de la sécurité dans le Sahel. Une démographie excessive, une agriculture en panne, l’absence de travail pour les jeunes, l’essor du salafisme dans les zones rurales et le développement des mafias liées au trafic de drogue, dressent un tableau extrêmement sombre de l’avenir de la région ».

### Niger

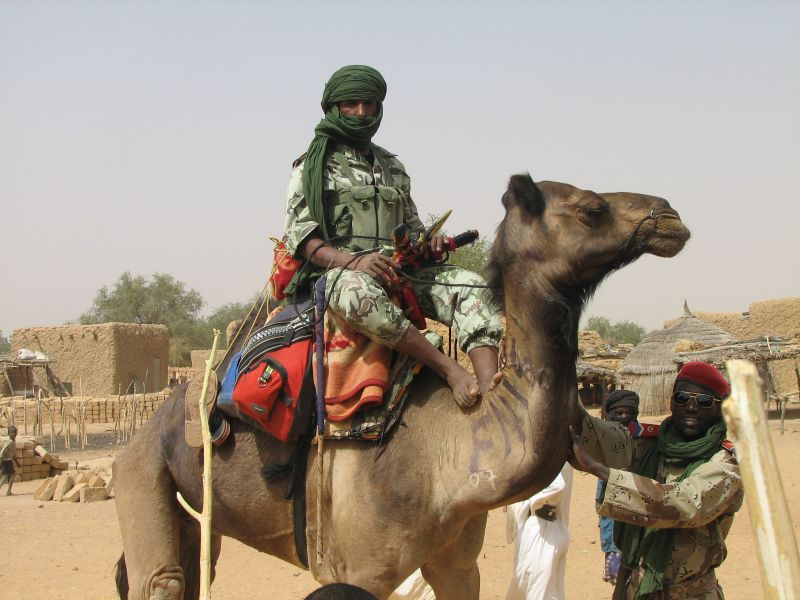
Méhariste touareg de la Garde nationale du Niger dans le village d'Inatès, près de la frontière avec le Mali et le Burkina Faso, le 14 janvier 2007.

Coincé entre le Mali à l'ouest, la Libye au nord-est et le Nigeria au sud-est, le Niger se retrouve pressé sur trois fronts au début des années 2010. Alors que le pays sort d'une rébellion touarègue, des accrochages commencent à avoir lieu entre les djihadistes et les forces de sécurité. Ainsi entre le 30 décembre 2009 et le 1er janvier 2010, au moins sept militaires et deux ou trois djihadistes sont tués dans des affrontements dans la région de Tlemss. Puis, le 8 mars 2010, au moins cinq militaires et trois djihadistes trouvent la mort lors d'une attaque à Tilwa. AQMI revendique alors l'assaut, affirme avoir tué 25 soldats et avertit le gouvernement nigérien : « Bien que notre offensive vise l'alliance des Croisés et ses intérêts dans la région et que nous ne souhaitions pas éveiller l'hostilité de l'armée du Niger, nous ne pouvons rester les bras croisés devant les attaques perpétrées contre les moujahidines sous couvert de la « guerre contre le terrorisme » ». Le 12 juin 2011, un soldat et un djihadiste sont tués dans un accrochage à Ouraren, près d'Arlit. Le 15 septembre 2011, dans l'Adrar Bouss, au nord du massif de l'Aïr, un militaire et trois hommes d'AQMI sont tués dans de nouveaux affrontements.
En janvier 2013, le Niger, participe à l'intervention militaire au Mali au sein de la MISMA. En représailles, le 23 mai 2013, des attaques coordonnées sont menées par des kamikazes du MUJAO et des Signataires par le sang contre le camp militaire d'Agadez et la mine d'uranium d'Arlit : dix djihadistes se font exploser ou sont abattus tandis que 24 militaires sont tués,. Le 1er juin 2013, des détenus de Boko Haram se mutinent dans la prison de Niamey et tuent deux gardiens, puis 22 prisonniers — dont des terroristes selon le gouvernement nigérien — parviennent à s'évader,.
La nuit du 9 au 10 octobre 2014, un convoi d'Al-Mourabitoune transportant des armes de la Libye vers le Mali est intercepté par les Français près de Tchibarakaten: trois tonnes d'armement sont détruites, 13 djihadistes tués et deux autres faits prisonniers. Le 30 octobre 2014, des djihadistes attaquent la localité de Mangaïzé, tuent neuf membres des forces de sécurité et s'emparent brièvement de la prison de Ouallam, où ils libèrent 58 détenus,. Le 19 novembre 2014, les djihadistes assaillent ensuite Bani Bangou : un soldat nigérien est tué et deux blessés, tandis que les assaillants se replient vers le Mali en emportant leurs morts et leurs blessés.
À partir de 2016, les raids lancés depuis le Mali s'intensifient dans les régions de Tillabéri et Tahoua, à l'ouest du Niger : au moins 43 militaires nigériens sont tués par les djihadistes dans cette zone entre octobre 2016 et février 2017. Dans la nuit du 16 au 17 mars 2016, des combattants islamistes tuent trois gendarmes dans une attaque à Dolbel, près de la frontière avec le Burkina Faso et le Mali,. Le 28 avril 2016, un gendarme est tué et deux autres blessés par des djihadistes à Egarek. Dans la nuit du 10 au 11 septembre 2016, deux civils sont tués et quatre blessés dans une fusillade à Tabarey Barey. Le 6 octobre 2016, 22 gendarmes, gardes nationaux et militaires sont abattus dans une attaque-surprise. Le 8 novembre 2016, cinq soldats nigériens sont tués dans une attaque à Bani Bangou. Le 22 février 2017, l'attaque d'une patrouille à Tilwa, revendiquée par l'État islamique, fait 16 morts et 18 blessés dans les rangs de l'armée,. Le 6 mars 2017, cinq gendarmes sont tués dans l'attaque d'un poste entre Wanzarbé et Yatakala. Le soir du 27 mai 2017, deux policiers et un civil sont tués dans une attaque menée contre le poste-frontière de Pétèl-Kolé. Le 31 mai 2017, une nouvelle attaque à Abala coûte la vie à six gendarmes et gardes nationaux.
Le 5 juillet 2017 a lieu la première attaque revendiquée par Groupe de soutien à l'islam et aux musulmans au Niger : au moins cinq militaires sont tués dans la vallée de Milal, près de la frontière malienne. Le 23 septembre, deux policiers, un gendarme et un civil sont tués dans une attaque menée par quatre djihadistes contre un poste à Al-Gazna, près d'Assamaka,.
Le 4 octobre 2017, une nouvelle attaque est menée par les djihadistes près de la frontière avec le Mali, à Tongo Tongo ; les militaires nigériens se lancent à la poursuite des assaillants, épaulés par des membres des Special Forces américaines, mais ils tombent dans une embuscade : cinq soldats nigériens et quatre soldats américains sont tués,. Puis, le 21 octobre, les djihadistes font un raid sur la localité d'Ayorou, où ils tuent 13 gendarmes. Le soir du 12 mars 2018, un poste de gendarmerie est attaqué dans le village de Goubé, à 40 kilomètres au nord de Niamey et trois gendarmes sont tués,. Le 17 décembre, quatre djihadistes, un militaire et un civil sont tués dans une opération de l'armée dans la région de Torodi, près de la frontière avec le Burkina Faso. Les 27 et 28 décembre, une quinzaine de djihadistes sont tués près de Tongo-Tongo lors d'une opération franco-nigérienne.
Le 18 mai 2018, 17 civils peuls sont tués, dont onze dans une mosquée, lors d'une attaque menée par des hommes armés dans le hameau d'Aghay, dans la région de Tillabéri au Niger,. Le GATIA est suspecté.
Le 14 mai 2019, après une attaque la veille contre la prison de Koutoukalé, les djihadistes de l'État islamique dans le Grand Sahara tendent une embuscade près de Baley Beri, non loin de Tongo Tongo, qui coûte la vie à 27 soldats nigériens,. Puis dans la nuit du 18 au 19 juin, une attaque aux portes de la capitale Niamey cause la mort de deux policiers et en blesse quatre autres. Le 6 octobre, deux soldats nigériens sont tués et cinq autres blessés dans un accrochage près de Dogon Kiria, dans le département de Dogondoutchi, une région jusqu'alors préservée par les attaques. Le 10 décembre, une attaque particulièrement importante de l'État islamique à Inates coûte la vie à 71 soldats nigériens. Le 25 décembre, 14 soldats sont tués dans une embuscade à Sanam. Le 9 janvier 2020, 89 soldats sont tués dans l'attaque de la base de Chinégodar, le bilan le plus lourd pour l'armée nigérienne dans le conflit contre les djihadistes.
Entre le 1er et le 20 février, l'armée nigérienne mène une opération dans la région de Tillabéri avec le soutien des forces françaises et revendique la « neutralisation » de 120 terroristes, contre aucune perte du côté des militaires. Le 12 mars, neuf soldats sont tués dans une attaque à Ayorou. Le 2 avril, des combats ont lieu à Tamalaoulaou, dans le département de d'Abala : l'armée nigérienne revendique la neutralisation de 63 « terroristes » contre quatre morts et 19 blessés dans ses rangs. Le 5 avril, une attaque est repoussée à Bani Bangou. Le 10 mai, 20 civils sont tués dans trois villages, dans la région de Tillabéri.
Le 9 août, six travailleurs humanitaires français et deux Nigériens sont abattus par des hommes armés près de la localité de Kouré,.
Le 21 décembre, sept militaires nigériens et onze djihadistes sont tués une embuscade à Taroun, près de Ouallam.
Début 2021, une nouvelle vague de massacres frappe le nord-ouest du Niger. Le 3 janvier 2021, des djihadistes attaquent les villages de Tchoma Bangou et Zaroumadareye et massacrent une centaine de civils,. Le 15 mars, 66 civils sont tués près de Bani-Bangou. Le 21 mars, 137 personnes sont massacrées dans trois villages de la commune de Tillia.
Le 31 juillet, une embuscade du GSIM à Torodi, dans le département de Say, cause la mort de 18 militaires des forces spéciales nigériennes. Le 25 juillet, 14 civils sont tués au village de Wiyé, dans la commune de Banibangou.
Le 2 novembre 2021, près de Banibangou, une ville du département d'Ouallam dans la zone des trois frontières, 84 civils armés, membres d'un « comité de vigilance », partent en expédition. Ils tombent dans une embuscade des djihadistes de l'État islamique dans le Grand Sahara et 69 civils meurent. Un deuil national de deux jours est décrété.
Des combats entre l'armée et des djihadistes ont lieu à Dagnè, dans la région de Tillabéri, début novembre. L'armée nigérienne annonce avoir contraint les djihadistes à battre en retraite. Onze soldats sont morts et neuf portés disparus. L'attaque n'est pas revendiquée,.
Le 4 décembre 2021, un affrontement entre des djihadistes et des militaires nigériens fait 12 morts parmi les soldats et « des dizaines » parmi les djihadistes. Le combat se déroule près du village de Fantio, dans le département de Téra dans la zone dite des "trois frontières".
Le 3 août 2022, durant la commémoration du 62ème anniversaire de l'accession à l'indépendance du pays vis à vis de la France, également appelée Fête de l'Arbre, le président nigérien Mohamed Bazoum a annoncé dans son discours emmené les forces armées nigériennes à un effectif de "100 000 hommes" à l'horizon 2030.
Le 17 février 2023, au moins 17 soldats nigériens sont tués dans une embuscade à Intagamey, près de Bani-Bangou (en).
Le 26 juillet 2023, le président Mohamed Bazoum est reversé par un coup d'État et une junte militaire dirigée par le général Abdourahamane Tchiani prend le pouvoir. Le coup d'État est condamné par la Cédéao qui menace de lancer une opération militaire. La junte rappelle alors une partie de l'armée à Niamey et les attaques djihadistes se multiplient à la frontière malienne : Cinq personnes sont tués le 3 août près d'Anzourou ; 12 civils sont tués le lendemain dans les villages de Wabila et Hondobon, près de Kokorou ; cinq gardes nationaux sont tués le 9 août à Bourkou Bourkou, près Samira et six gardes nationaux et soldats des forces spéciales trouvent la mort le 13 août dans une embuscade à Sanam. Le 15 août, au moins 17 militaires sont tués dans une embuscade près de Koutougou.
Le 22 décembre 2023, l'armée française achève son retrait du Niger. Le 16 mars 2024, la junte nigérienne demande ensuite le départ des 1 000 militaires américains présents sur son sol,. Selon Le Figaro, « la décision du Niger de demander le retrait des troupes américaines est survenue après une réunion à Niamey à la mi-mars, lorsque de hauts responsables américains ont fait part de leurs inquiétudes sur l'arrivée prévue des forces russes. [...] Bien que le message envoyé aux responsables nigériens n'ait pas été un ultimatum, le régime des généraux a réagi en dénonçant «avec effet immédiat» l'accord de coopération militaire passé avec les États-Unis en 2012 ». Le premier ministre nigérien, Ali Lamine Zeine, déclare quant à lui que les représentants américains ont menacé le régime de sanctions si le Niger acceptait de vendre une partie de l'uranium qu’il produit à l'Iran. Début mai, une centaine d'instructeurs russes ou de mercenaires russes de l'Africa Corps s'installent dans la base aérienne 101 de Niamey, à proximité des militaires américains,. Le 19 mai, les États-Unis et le Niger annoncent avoir conclu un « accord de désengagement pour effectuer le retrait des forces américaines »,. Selon Michael Shurkin, directeur de programmes chez 14 North Strategies, un cabinet de conseil spécialisé dans les affaires africaines : « Avec cet accord, les Etats-Unis gardent la face, mais c’est une défaite diplomatique. Ils ont voulu se distancier de la France en prônant la flexibilité face à la junte quand Paris se montrait intransigeant. Finalement, ils partent aussi, même s’il y a sans doute moins de rancœur que chez les Français ». Le 7 juillet, les États-Unis annoncent avoir achevé le retrait de leurs troupes de la base aérienne 101 de Niamey. Le 6 août, ils achèvent le retrait de la base aérienne 201 d'Agadez, qui constituait leur dernière base au Niger,.
L'Allemagne annonce également le retrait de ses troupes le 6 juillet 2024. En août, les 60 militaires allemands achèvent leur retrait de la base militaire de Niamey. L'Italie conserve quant à elle son contingent de 200 hommes, présents depuis 2018.
Le 21 mars 2024, 23 à 30 soldats de l'armée nigérienne sont tués dans une embuscade de l'État islamique près de Teguey (de),.
Le 25 juin, 20 soldats et un civils sont tués dans une attaque près du village de Tassia, dans le département de Tera. En réponse, l'armée nigérienne revendique la mort de plus de 100 djihadistes lors de diverses opérations près de la frontière burkinabée entre le 30 juin et le 3 juillet.
Le 11 juillet, de nombreux détenus de la prison de Koutoukalé se mutinent et parviennent à s'évader. Environ 200 personnes étaient alors emprisonnées à Koutoukalé, pour terrorisme, trafic de drogue ou divers autres crimes.
Le 22 juillet, une unité de l'armée nigérienne subit une attaque près du village de Fonéko, entre Bankilaré et Téra. Selon l'armée, les pertes sont de 15 tués, trois disparus et 16 blessés, contre 21 morts du côté des djihadistes.
En septembre, 38 soldats nigériens sont tués à Eknewane, près de la ville de Tillia.
Le 10 décembre, une attaque de l'EIGS à Chatoumane, dans le département de Téra, cause la mort de 90 à 130 militaires et d'au moins 50 civils,. 
Entre le 12 et le 14 décembre, 39 civils sont tués par des djihadistes dans les villages de Libiri et de Kokorou.
En février 2025, 11 soldats nigériens sont tués dans une attaque revendiquée par un groupe jihadiste lié à Al-Qaïda, dans le nord du Niger, à proximité de l'Algérie.
Le 22 mars 2025, une attaque de l'EIGS cause la mort d'au moins 44 civils dans le village de Fambita, à Kokorou.
Le 25 avril, douze soldats sont tués dans une attaque près de Sakoira.
Le 4 mai, des attaques coordonnées de l'EIGS dans la région de Dosso font au moins 8 morts et 16 disparus parmi les militaires.  
Le 25 mai, au moins 58 soldats nigériens sont tués à Eknewane.
Le 19 juin, Bani-Bangou (en) est attaquée par l'EIGS et au moins 34 soldats sont tués.
Le 20 ou le 21 juin, une attaque probablement commise par l'EIGS cause la mort de 71 civils dans le village de Manda.
Selon l'Armed Conflict Location and Event Data project (Acled), le conflit cause la mort d'au moins 2 400 personnes au Niger entre juillet 2023 et mars 2025.

### Burkina Faso
Les premières attaques djihadistes au Burkina Faso sont commises à l'été 2015 par le groupe Ansar Dine. Fin 2016, un autre groupe, Ansarul Islam, est formé au nord du Burkina Faso. Ces deux organisations se fondent par la suite dans le Groupe de soutien à l'islam et aux musulmans (GSIM), affilié à al-Qaïda, qui étend progressivement sa zone d'influence dans le nord, l'ouest et l'est du pays. L'État islamique dans le Grand Sahara (EIGS), affilié à l'organisation État islamique, revendique quant à lui ses premières attaques en septembre 2016 et établit sa zone d'action dans l'extrême nord du pays, près de la frontière avec le Niger. Pendant près de quatre ans le GSIM et l'EIGS coexistent pacifiquement, mais ils finissent par entrer en conflit ouvert au début de l'année 2020.
La montée en puissance des groupes djihadistes provoque une instabilité du pouvoir et plusieurs coups d'État. Ainsi, le président démocratiquement élu Roch Marc Christian Kaboré est arrêté et destitué en janvier 2022 par le lieutenant-colonel Paul-Henri Sandaogo Damiba, qui est lui-même renversé en septembre 2022 par le capitaine Ibrahim Traoré.
Entre 2015 et 2023, l'État burkinabé bénéficie du soutien de la France, alors engagée dans l'opération Barkhane, mais celle-ci se retire à la demande de la junte, dans un contexte de fort sentiment anti-français. En 2024, la Russie intervient dans le pays en engageant l'Africa Corps, constituée de mercenaires issus de l'ex-Groupe Wagner.
De 2015 à 2024, les violences font au moins 20 000 morts, avec notamment de nombreux massacres et crimes de guerre, commis tant par les forces armées burkinabées que par les groupes djihadistes.

### Côte d'Ivoire
Dans la nuit du 9 au 10 juin 2020, douze militaire ivoiriens sont tués dans une attaque djihadiste contre le poste de Kafolo, près de la frontière avec le Burkina Faso.
En mai 2020, une première opération conjointe des forces ivoiriennes et burkinabées est menée au nord de la Côte d'Ivoire. Une base est détruite à Alidougou, près de la forêt de Comoé : huit djihadistes sont tués et 38 suspects sont arrêtés,.

### Bénin
Le Bénin subit ses premières attaques djihadistes le 1er et le 2 décembre 2021, à Mékrou Yinyin et à Porga, près de la frontière avec le Burkina Faso. Les combats causent la mort de deux militaires béninois et d'un homme du Groupe de soutien à l'islam et aux musulmans.
Plusieurs autres attaques suivent. Le 22 décembre 2021, le poste d'Arly est le théâtre d'un combat qui fait un tué et deux blessés chez les militaires contre deux morts chez les assaillants. Le 6 janvier 2022, trois militaires béninois sont tués par l'explosion d'une mine au passage de leur véhicule dans le département d'Atacora, près du parc de Pendjari,. Le 8 et le 10 février, trois attaques à la bombe dans le parc national du W du Bénin visent les gardes forestiers d'African Parks Network (APN), faisant 9 morts — dont cinq forestiers, deux agents civils de l'APN, un agent des forces armées béninoises et un instructeur et ancien militaire français — et 12 blessés. Le 11 avril, toujours dans la zone de la Pendjari, une attaque à l’engin explosif improvisé (EEI) contre un convoi de ravitaillement, suivie d'une embuscade, entraîne la mort de cinq soldats des forces de défense nationale.
En 2024, le Bénin reçoit des aides matérielles des États-Unis et de l'Union européenne. En juin 2024, sept soldats sont tués dans une attaque dans le parc national de la Pendjari. En décembre, trois soldats sont tués et quatre autres blessés dans une autre attaque dans le nord-est du pays. Selon une source diplomatique de l’AFP, 121 militaires béninois sont tués entre 2021 et décembre 2024. 
Le 8 janvier, une attaque du GSIM cause la mort de 28 à 40 soldats béninois au Point Triple, dans le parc national du W du Bénin,. Le 17 avril, au moins 54 soldats sont tués dans deux autres attaques au Point Triple et aux chutes de Koudou.

### Togo
La première attaque djihadiste au Togo a lieu début novembre 2021, à Sanloanga, dans la préfecture de Kpendjal, mais elle est repoussée sans faire ni mort ni blessé,.
Après six mois de calme, une deuxième attaque survient cependant dans la nuit du 10 au 11 mai 2022, cette fois contre le poste de Kpinkankandi, près de Kandjouare. Au moins huit soldats sont tués et dix autres blessés lors d'un assaut mené par une soixantaine de djihadistes venus du Burkina Faso.
D'après le président Faure Gnassingbé, les violences font au moins 140 morts, dont 100 civils, entre novembre 2021 et avril 2023. Fin novembre 2023, le gouvernement togolais fait état d'au moins 31 morts, dont 11 civils, depuis le début d'année.
Le 20 juillet 2024 au moins une centaine de djihadistes du GSIM attaquent un poste avancé de l’armée togolaise à Kpinkankandi et tuent au moins douze soldats. La nuit du 1er au 2 octobre 2024, une nouvelle incursion à Fanworgou cause la mort de neuf militaires et de dix civils.

### Sud de l'Algérie
Entre 2010 et 2013, plusieurs accrochages ont lieu au sud de l'Algérie, près de la frontière avec le Mali. Ainsi, le 30 juin 2010, onze gendarmes sont tués dans une embuscade tendue par AQMI à Tin Zaouatine ; un douanier est également capturé et sera par la suite exécuté,. Le 3 mars 2012, le MUJAO commet un attentat contre une gendarmerie à Tamanrasset : l'attaque fait 24 blessés, dont 14 civils.
Le 28 avril 2012, vingt hommes du MUJAO sont tués et quatre faits prisonniers par les forces spéciales algériennes près de Tin Zaouatine. Le 14 juin 2013, cinq hommes du MUJAO sont abattus près de Timiaouine. Puis, dans la nuit du 6 au 7 juillet 2013, sept djihadistes sont tués dans un nouvel affrontement à Tin Zaouatine, alors qu'ils essayaient de franchir la frontière.
Plus au nord, le 16 janvier 2013, venus du Mali, une quarantaine d'hommes des Signataires par le sang — un groupe de Mokhtar Belmokhtar fondé en décembre 2012 — commandés par Mohamed el-Amine Benchenab et Abderrahman el-Nigiri mènent un raid sur la raffinerie d'In Amenas : ils prennent en otage environ 600 algériens — rapidement relâchés — et une centaine d'Occidentaux et d'étrangers dans la base-vie du site d'exploitation gazier d'In Amenas en Algérie. Le 19 janvier, l'armée algérienne donne l'assaut qui se termine par la mort d'au moins 32 djihadistes et 38 otages,,.

### Opération Barkhane

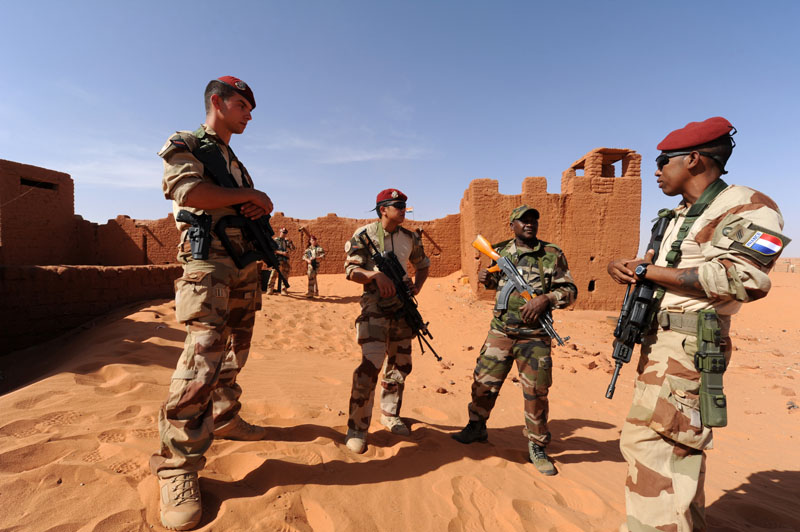
Militaires français et nigériens au fort de Madama le 12 novembre 2014.

Le 1er août 2014, l'armée française lance l'opération Barkhane, active sur les territoires de cinq pays : le Mali, le Niger, le Burkina Faso, la Mauritanie et le Tchad,. Elle engage initialement 3 000 militaires, 200 véhicules logistiques, 200 blindés, 4 drones, 6 avions de combat, une dizaine d’avions de transport et une vingtaine d’hélicoptères. D'après l'état-major de l'armée française, plus de 200 « terroristes » sont mis hors de combat — tués ou capturés — de juillet 2014 à juillet 2016.

### Implication des États-Unis
En 2019, les États-Unis disposent de 6 000 à 7 000 hommes en Afrique, principalement au Sahel et en Somalie. Chaque année, Washington dépense 45 millions de dollars pour ses opérations, notamment en matière de renseignement et de logistique. En décembre 2019, les États-Unis critiquent publiquement devant l'ONU les gouvernements des pays du Sahel en leur reprochant leur manque d'efforts pour stabiliser la région, particulièrement au Mali où l'application de l'Accord d'Alger enregistre peu de progrès. Les États-Unis envisagent alors de retirer leurs forces du Sahel.

### G5 du Sahel
Le G5 du Sahel est formé en décembre 2014 par cinq pays : la Mauritanie, le Mali, le Burkina Faso, le Niger et le Tchad. Le 20 novembre 2015, les chefs d'État du G5 Sahel annoncent à N'Djaména la formation d'une force militaire anti-terroriste conjointe. Le projet reste longtemps lettre morte mais est réactivé le 6 février 2017,. Le 2 juillet 2017, un sommet se tient à Bamako et marque le lancement officiel d'une force militaire conjointe transfrontalière la — FC-G5S — composée de cinq bataillons de 750 hommes, soit un bataillon par pays,,,,. Son objectif principal est la lutte contre les groupes djihadistes, mais elle est également chargée d'intervenir contre le trafic de drogue, d'armes et de migrants. Placée sous le commandement du général malien Didier Dacko, cette force dispose d'un droit de poursuite de part et d’autre des frontières. Le Liptako-Gourma, dite aussi la « zone des trois frontières », à la croisée des territoires malien, nigérien et burkinabé, est considérée comme la zone prioritaire,. Le président du Tchad, Idriss Déby, menace cependant de retirer ses troupes du Mali et du Nigeria, estimant ne pas avoir été suffisamment soutenu financièrement,. Malgré des sollicitations, l'Algérie refuse quant à elle de s'impliquer dans la région,.
Le 1er novembre, le G5 Sahel lance sa première opération militaire — baptisée Hawbi — plusieurs centaines de soldats maliens, burkinabés, nigériens et français effectuent une démonstration de force dans la région de N'Tillit,,,.
Le 15 mai 2022, le Mali annonce quitter l'organisation. Le 2 décembre 2023, le Niger et le Burkina Faso font de même par un communiqué commun,. Le 6 décembre 2023, la Mauritanie et le Tchad, les deux derniers membres du G5 Sahel, annoncent par le biais d'un communiqué commun  que « prenant connaissance » des décisions de leurs « Républiques sœurs », ils vont mettre en œuvre le processus de dissolution du G5 Sahel,.
Le 21 janvier 2025, le Niger, le Burkina Faso et le Mali décident de créer une force armée commune de 5 000 soldats pour lutter contre le djihadisme régional au Sahel.

## Projet politique, application de la charia et stratégie des djihadistes

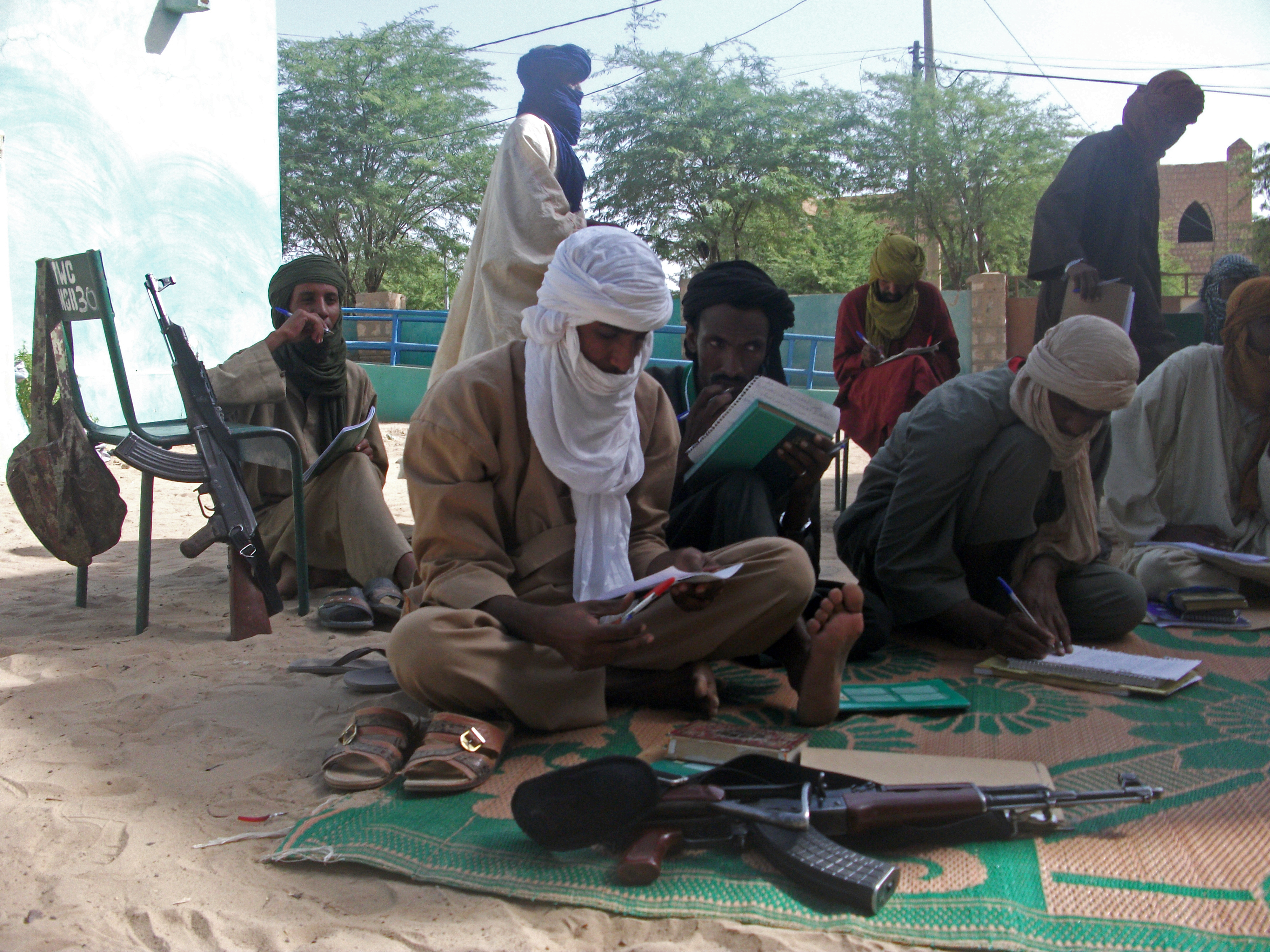
Des djihadistes à Tombouctou, dans le nord du Mali, en 2012.

Au cours de l'année 2012, les djihadistes prennent le contrôle du nord du Mali et mettent en place l'application de la charia. La vente et la consommation d'alcool, de cigarettes ou de drogues est interdite, de même que la musique. Le port du voile islamique est rendu obligatoire pour les femmes et des tribunaux islamiques sont instaurés. Les peines prévues sont le fouet en cas de consommation d'alcool ou de relations sexuelles hors mariage, l'amputation d'une main ou d'une jambe en cas de vol et la lapidation en cas d'adultère,.
Selon Yvan Guichaoua, enseignant-chercheur à la Brussels School of International Studies, Université de Kent ; Ferdaous Bouhlel, doctorante à l'Université de Tours ; et Jean-Hervé Jézéquel, directeur adjoint du Bureau Afrique de l'Ouest d'International Crisis Group : « A ce moment, les décisions de justice furent confiées aux juges islamiques (cadis) locaux. L’application des hudud connut des différences significatives d’une région à une autre. Par exemple, il y eut de multiples cas d’amputation pour vol à Tombouctou et à Gao. Mais à Kidal, le mouvement Ansar Eddine décida avec les cadis locaux que les peines légales seraient « suspendues », et que les sanctions s’inscriraient dans la continuité des traditions locales qui ont toujours privilégié la détention sur les châtiments corporels ». De avril 2012 à janvier 2013, à Gao, neuf hommes accusés de vols sont condamnés à l'amputation d'une main ou d'une jambe par le MUJAO,. Selon Human Rights Watch, deux hommes sont également exécutés dans cette ville début avril et des djihadistes coupent l'oreille d'une femme pour avoir porté une jupe courte. Une autre personne est amputée de la main droite à Ansongo le 8 août. À Tombouctou, une peine d'amputation est prononcée et en octobre Ansar Dine exécute par balle un de ses combattants, condamné à mort pour le meurtre d'un pêcheur,. À Kidal, un homme du MNLA a la main tranchée par des hommes d'Ansar Dine selon Human Rights Watch. Le 30 juin 2012, les hommes d'Ansar Dine et d'AQMI commencent également la destruction des mausolées de Tombouctou, considérés comme « idolâtres ». De plus, des mariages forcés ont aussi lieu à Gao. Fin juillet 2012, à Aguel'hoc, un couple est mis à mort par lapidation pour avoir conçu plusieurs enfants hors mariage,. Il s'agit de l'unique exécution de ce type commise par les djihadistes au Mali. Ferdaous Bouhlel, Yvan Guichaoua et Jean-Hervé Jézéquel indiquent que : « selon nombre de témoignages recueillis localement, y compris parmi des personnes opposées à Iyad Ag-Ghali, ce cas de lapidation fut validé par un cadi mauritanien, sans qu'Iyad Ag-Ghali n’en ait été informé. Selon les mêmes sources, Iyad Ag-Ghali aurait désapprouvé la sanction. La question de savoir qui le cadi reconnaissait comme son chef légal n’a pas de réponse claire, particulièrement à un moment où le nord du Mali était sous le contrôle de différents émirs ».
Le 20 juillet 2012, Abdelmalek Droukdel envoie un document intitulé « Orientation du jihad dans l’Azawad », découvert à Tombouctou en février 2013 par des journalistes de RFI et Libération, où il indique sa stratégie pour le Mali. Selon lui Ansar Dine doit servir de vitrine et Al-Qaïda se montrer discret afin d'éviter une intervention militaire étrangère. La direction du futur gouvernement doit être confliée à Iyad Ag Ghali, mais ce dernier doit être encadré par les dirigeants d'AQMI. Pragmatique, il dénonce le zèle des djihadistes dans l'application de la charia, avec notamment la destruction des mausolées de Tombouctou, qui selon lui a attiré inutilement l'attention de la communauté internationale et risque retourner la population contre eux. Droukdel défend une application progressive de la charia qui doit être expliquée aux habitants avant d'être appliquée, afin de gagner les cœurs et les esprits des populations. Il regrette également la rupture de l'alliance avec le MNLA. Ces instructions n'ayant pas été appliquées, ce texte révèle selon les journalistes de RFI et Libération, le manque d’autorité d'Abdelmalek Droukdel sur ses hommes,,,,,,,,,.
Mais les djihadistes ne parviennent pas à gagner le soutien des populations du nord du Mali. Le 5 juin 2012, une cinquantaine de femmes et de jeunes opposés à l'islamisme manifestent à Kidal contre al-Qaïda,,. Puis, début 2013, les soldats français et maliens sont accueillies en libérateurs lorsqu'ils reprennent le contrôle de Tombouctou, Gao et de la plupart des villes du nord. Mais dans les années qui suivent, le chaos sécuritaire et le retour des luttes communautaires provoquent une certaine nostalgie de l'occupation islamiste chez certains habitants de la région.
Selon Ferdaous Bouhlel, Yvan Guichaoua et Jean-Hervé Jézéquel : « l'occupation djihadiste en 2012 fut une expérience sociale à grande échelle qui a suscité un débat intense sur l’usage de la violence comme instrument de gouvernance. [...] Au centre du Mali, les mouvements djihadistes contraignent les populations à écouter les prêches publics. Ils recourent régulièrement à l’élimination de personnes soupçonnées de collaborer avec l’Etat ou les forces armées étrangères. Mais, dans le même temps, ils fournissent aux populations des formes de justice de proximité adaptées dans des régions désertées par les magistrats depuis le début de la guerre. Ils encouragent également la suppression de droits fonciers contestés qui profitent à des minorités ou à de vieilles aristocraties déclinantes. Ils offrent une protection indispensable aux éleveurs nomades durant les périodes de transhumance. Et, là où les médias ne retiennent que l’interdiction de la musique et des fêtes pendant les mariages par des éléments radicaux obtus, bien des jeunes de ces régions sont séduits par les règles simplifiées d’union matrimoniale que leur proposent les djihadistes. Celles-ci leur permettent en effet de s’émanciper plus facilement du contrôle qu’exercent les aînés sur les choix matrimoniaux des cadets »
Selon Denia Chebli, doctorante à Paris-I Panthéon-Sorbonne et membre du programme européen Social Dynamics of Civil Wars : « La gouvernance islamiste a marqué les esprits, et pas toujours de façon négative. Eau et électricité gratuites, distributions alimentaires hebdomadaires, gratuité des soins à l’hôpital et des médicaments, financement des mariages religieux et suppression des taxes et des impôts. [...] Porteur d’un projet de contre-État, les islamistes sont à peu de chose près les seuls à proposer, à travers le Groupe de soutien à l'islam et aux musulmans, une idéologie qui dépasse les clivages intercommunautaires avec à sa tête un Touareg, un Arabe et un Peul. En zone rurale, ils constituent la seule force financière et sécuritaire crédible. D’une part, grâce à leurs activités liées au narcotrafic ou au terrorisme, ils bénéficient de revenus considérables. [...] D’autre part, en contrepartie d’un travail de renseignements, ils donnent des armes, des téléphones et des voitures aux petites communautés rurales. Enfin, ils solidifient leur base sociale en assurant les besoins primaires de la population dans des zones qui n’ont jamais eu accès aux services publics élémentaires (écoles, centre de santé, eau, électricité) ».
En 2017, Corinne Dufka, directrice adjointe pour le programme Afrique de Human Rights Watch, déclare également : « Ils [les djihadistes] ont développé une stratégie d'implantation locale. Ils trouvent porte ouverte à leur propagande en s'appuyant sur les maux qui gangrènent le Mali depuis des décennies: la mal-gouvernance, la faiblesse de l'État face au banditisme, l'impunité. [...] Ils organisent des rassemblements dans les villages et parviennent à recruter en dénonçant la corruption, les défaillances de la justice. Ils jouent le rôle d'arbitres dans les petits conflits locaux, y compris parfois dans des différents interethniques. Ils ont une très bonne connaissance du tissu ethnique et sociétal local. Ils ont par exemple su tirer parti des frustrations des catégories inférieures de la population peule, un groupe ethnique très hiérarchisé. Enfin, leurs moyens financiers peuvent attirer des jeunes privés de toute perspective. [...] Bamako refuse d'admettre que la mal-gouvernance est la principale racine des maux de la région ».
Selon une étude de l'Institut des études de sécurité (ISS) consacrée aux djihadistes du Mali, le djihad ne serait pas la principale préoccupation des insurgés. Après avoir entendu les déclarations de 63 ex-combattants des différentes régions du Mali, l'institut conclut que « dans la plupart des cas, l’engagement des jeunes n’était pas l’aboutissement d’un processus d’endoctrinement religieux. De nombreux ex-engagés ont mis en avant une volonté de protection pour expliquer leur ralliement aux mouvements djihadistes. Ils ont évoqué la préservation de leur intégrité physique, celle de leurs familles et de leurs communautés, ainsi que la protection de leurs biens et de leurs activités génératrices de revenus ».
Pour Mathieu Pellerin, analyste à l'International Crisis Group et chercheur associé à l'Institut français des relations internationales (Ifri), le développement des mouvements insurrectionnels « tient avant tout à la gouvernance des sociétés sahéliennes et leur incapacité à y garantir la participation de toutes les communautés. L’exclusion politique, la marginalisation communautaire, la permanence de situations d’esclavage par ascendance, le racket des communautés les plus fragiles, l’absence de perspectives de communautés déclassées sont autant de situations perçues comme « injustes » par ceux qui les vivent et qui leur donne des raisons objectives de prendre les armes. À certains égards, les jihadistes sont les rebelles d’hier : la dimension religieuse au début ne tient qu’une place limitée. Elle est portée par un noyau d'idéologues. Mais ne nous y trompons pas : la radicalisation religieuse s’opère bien souvent après l’enrôlement. Aux yeux de ceux qui rejoignent les groupes jihadistes, ces groupes renvoient à un idéal d’égalité et de justice auquel leurs militants peuvent adhérer sans réserve alors qu'ils ne présentaient aucune prédisposition religieuse à l'origine. Mais la quête de justice vire parfois à la recherche de vengeance, et on voit que cela divise quelque peu les groupes jihadistes entre eux. [...] Ensuite, autour de ce noyau d’individus convaincus et résolument engagés, vous trouvez des acteurs qui rejoignent par intérêt : pour des motivations économiques, par nécessité de se protéger contre un groupe armé ou d’autodéfense, ou contre les forces de défense et de sécurité, ou par simple opportunisme opérationnel pour ce qui est des bandits (coupeurs de route) qui s’allient aux jihadiste pour poursuivre leurs activités… ».

## Prises d'otages par les groupes djihadistes
Entre 2003 et mai 2019, 50 Occidentaux sont enlevés et retenus en otages par les groupes djihadistes du Sahel. Parmi eux figuent 17 Français, dont sept perdent la vie.

## Bilan humain
En février 2022, le journal Libération indique que les pertes de l'armée malienne sont estimées par les spécialistes entre 1 500 et 2 000 tués depuis 2012.
Au Burkina Faso, 70 civils et 48 membres des forces de sécurité sont tués dans des attaques djihadistes entre avril 2015 et le 15 septembre 2018. Le 2 novembre 2019, le gouvernement burkinabé annonce que 204 de ses soldats ont été tués dans des attaques djihadistes depuis 2015, tandis que l'AFP affirme avoir recensé 630 morts civils et militaires.
Selon un décompte de l'AFP, 400 personnes ont été tuées au Burkina Faso entre 2015 et mai 2019.
De janvier 2013 à août 2022, 59 militaires français trouvent la mort au cours des opérations Serval et de Barkhane.
Selon l'ONU, les attaques djihadistes au Mali, au Niger et au Burkina Faso causent la mort de 4 000 personnes pendant l'année 2019.
En février 2022, le site d'informations Mediapart affirme avoir calculé qu'au moins 2 800 djihadistes ont été tués au Sahel par les troupes françaises depuis 2013, dont 600 dans les premiers mois de l'Opération Serval et 2 223 depuis le début de l'année 2014. Ces bilans ne prennent pas en compte les pertes infligées par les armées armées sahéliennes. Héni Nsaibia, chercheur pour l’ONG Armed Conflict Location and Event Data project (Acled), estime quant à lui que « si l'on ajoute au calcul ce qui est annoncé par le Niger, le Burkina Faso et le Mali, ce sont des chiffres stupéfiants : entre 4 000 et 5 000 tués, à minima ».
Selon l'Armed Conflict Location and Event Data project (Acled), au moins 11 276 civils sont tués au Sahel entre 2012 et juin 2022

### Vidéopgraphie
- ARTE, « Mali : Sahel, aux frontières du Djihad » [vidéo], sur youtube, 17 février 2020.